# 인연의 알레르
인연의 알레르(絆のアリル, Kizuna no Allele)는 WIT STUDIO와 SIGNAL.MD가 제작한 일본의 애니메이션 TV 시리즈로, 브이튜버 키즈나 아이를 기반으로 한다. 감독은 코마야 켄이치로, 각본은 아카오 데코, 캐릭터 디자인은 아사카 시오리, 모리타 니이나, 작곡은 사카베 고가 맡았다. 첫 번째 시즌은 2023년 4월부터 6월까지 방영되었고, 두 번째 시즌은 2023년 10월부터 12월까지 방영되었다.

## 제작
2022년 2월, 키즈니 아이는 "Hello, World 2022" 콘서트에서 애니메이션 프로젝트가 제작 중이라고 발표했다. 발표에 앞서 키즈나 아이는 이미 다른 두 애니메이션 TV 시리즈인 INGRESS와 마법소녀 사이트에서 카메오 역할을 맡았다. 2022년 11월, 애니메이션 프로젝트는 키즈나 아이의 캐릭터 디자이너 모리쿠라 엔의 비주얼과 함께 2023년 방영 예정인 인연의 알레르라는 TV 시리즈로 확인되었다. 같은 달 말, 애니메이션의 줄거리와 키 비주얼이 공개되었다. 2022년 12월, 시리즈의 출연진과 스태프, 그리고 또 다른 키 비주얼이 공개되었다. 2023년 2월, 이 시리즈는 2023년 4월 4일부터 6월 20일까지 방영되는 TV 도쿄 및 계열사에서 방영될 것이라고 발표되었다.
이 시리즈는 WIT STUDIO와 SIGNAL.MD가 제작하고 코마야 켄이치로가 감독을 맡았으며, 아카오 데코가 각본을 쓰고, 아사카 시오리와 모리타 니나가 캐릭터 디자인을 맡고, 다카하시 미즈키와 함께 수석 애니메이션 디렉터를 맡고, 사카베 고가 음악을 작곡했다. 크런치롤은 북미, 오세아니아 및 일부 유럽 지역에서 시리즈 라이선스를 취득했다.
2023년 6월, 이 시리즈의 두 번째 시즌이 2023년 10월 5일부터 12월 21일까지 방영될 것이라고 발표되었다.